# 官庄镇 (沅陵县)
官庄镇，是中华人民共和国湖南省怀化市沅陵县下辖的一个乡镇级行政单位。

## 历史
清代沅陵县县丞设境内荔溪市。
2003年，沃溪镇并入官庄镇。此前沃溪镇为县直属镇，官庄镇属官庄区公所，并为该区公所驻地。
2005年，荔枝溪乡全部和黄壤坪乡大部分（10个村中的7个村）划入官庄镇，同时取消了官庄区公所。

## 交通
常吉高速在境内设有出口

## 产业
辰州矿业（原湘西金矿）位于境内。

## 行政区划
官庄镇下辖以下地区：
太坪铺村、宁乡铺村、荆竹山村、海沙坪村、三渡水村、黄土铺村、黄金坪村、龚家湾村、官庄村、老街村、磨子溪村、楠木坛村、塘虎坪村、界亭驿村、牌楼边村、辰州坪村、杨家溪村、沃溪村、鱼儿山村、花岩山村、叶家山村、黄金溪村、新屋场村、荔枝溪村、马安铺村、聂溪冲村、潘香铺村、潘香坪村、马家坪村、清捷河村、黄酉溪村、化溪村、丛溪口村、主埠溪村、杨武溪村、沿途村、油坊坪村、黄壤坪村、通溪村、关口溪村、罗家桥村、舒家溪村、上街社区村、岩屋桥社区村、五一桥社区村、沐濯铺村、辽湾溪村和铁龙洞村。